# 稲岡奴之助
稲岡 奴之助（いなおか やっこのすけ、1873年‐没年不詳）とは明治時代から大正時代にかけての小説家。

## 来歴
京都の生まれ。本名は正文。別号に蓼花、桜庵。村上浪六の門下となって当時流行となっていた撥鬢小説を執筆した他、いろいろな新聞社に勤務した。また、講談物の作家としても知られた。

## 作品
- 「八十氏川」 明治29年 嵩山堂、口絵は水野年方
- 「岩鉄狂禅」 明治30年 嵩山堂、口絵は水野年方
- 「大暗殺」 明治33年 駸々堂、口絵は尾竹国一
- 「平家の落武者」 明治34年 駸々堂 口絵は尾竹国一
- 「梁山泊」 明治34年 駸々堂、口絵は尾竹国一
- 「後の梁山泊」 明治35年 駸々堂、口絵は尾竹国観
- 「雌龍雄竜」前後 明治35年 嵩山堂、口絵は水野年方
- 「侠男児」 明治36年 弘文社、口絵は小峰大羽
- 「姉の仇」 明治42年 嵩山堂、口絵は鏑木清方
- 「痣」前 明治45年 嵩山堂、口絵は鏑木清方
- 「罪のくやみ」 大正元年 嵩山堂、口絵は鏑木清方
- 「小英雄」 大正3年 嵩山堂、口絵は鏑木清方